# Paranortonia bertoni
Paranortonia bertoni är en stekelart som beskrevs av Brethes 1924. Paranortonia bertoni ingår i släktet Paranortonia och familjen Eumenidae. Inga underarter finns listade i Catalogue of Life.